# Morris Goldberg
Morris Goldberg (* 1936 in Kapstadt) ist ein südafrikanischer Jazzmusiker (Saxophon, Flöte, Penny Whistle), der seit den 1960er Jahren in New York City lebt.

## Leben und Wirken
Goldberg lernte zunächst Klarinette. Frühe Einflüsse auf ihn waren Kippie Moeketsi, Christopher Columbus Ngcukana und Harold Jaftha. In den späten 1950er Jahren lernte er Hugh Masekela kennen. Er trat in den Jazzclubs der Townships Observatory und District Six mit Chris McGregor, Gerry Bosman und Dollar Brand (später Abdullah Ibrahim) auf. 1960 verließ er Südafrika und ging nach England, um dann in die Vereinigten Staaten zu ziehen. Er besuchte dort die Manhattan School of Music und arbeitete regelmäßig mit Harry Belafonte, Sivuca und den südafrikanischen Sängerinnen Miriam Makeba und Letta Mbulu. In den 1970er Jahren konzentrierte er sich mehr auf Lehrtätigkeiten. Während eines Südafrika-Besuchs 1974 ging er mit Abdullah Ibrahim ins Studio, um den legendären Cape-Jazz-Titel Mannenberg aufzunehmen. In den 1980er Jahren arbeitete er regelmäßig mit Harry Belafonte und mit Hugh Masekela, war aber auch als Studiomusiker für Paul Simon tätig und ist etwa auf dessen Graceland-Album auf der Pennywhistle („You Can Call Me Al“) und dem Sopransaxophon („Crazy Love“) zu hören. Zwischen 1996 und 2002 gehörte er zur Band der Rosie O’Donnell Show und begleitete im Fernsehen Musiker wie Tony Bennett, Mary Chapin Carpenter, Barry Manilow und Phil Collins.
In New York leitet er die Band Ojoyo, mit der er südafrikanischen Jazz aufführt. Er hat auch mit Judy Collins, Pops Mohamed, Bakithi Kumalo, Hans Theessink, Philip Tabane, Christine Lavin, Tony Bird, Willie Colón und Joan Baez aufgenommen.

## Diskographische Hinweise
- Abdullah Ibrahim Mannenberg Is Where It’s Happening (1974, mit Robbie Jansen, Basil Coetzee, Paul Michaels, Monty Weber)
- Jazz in Transit. Live in Cape Town (mit Tony Schilder, Merton Barrow, Gary Kriel, Cecil Rica, 1983)
- Forward Motion (2003)